# Ciliophryaceae
Famille
Les Ciliophryaceae sont une famille d'algues de l'embranchement des Ochrophyta  de la classe des Dictyochophyceae et de l’ordre des Rhizochromulinales.
Les espèces du genre Ciliophrys vivent au sein du plancton marin littoral (notamment en mer du Nord, Méditerranée et océan Pacifique), mais également en eau douce.

## Étymologie
Le nom vient du genre type Ciliophrys, dérivé du latin cilium, « cil ; sourcil ; paupière », et du grec οφρύς / ophrýs, sourcil.

## Description
Les espèces du genre Ciliophrys sont des cellules incolores qui peuvent se présenter sous deux formes :
- la forme pseudopodiale, dépourvue de flagelle ;
- la forme sans pseudopode  dans laquelle les cellules nageantes sont ovales à fusiformes. À ce stade les pseudopodes se résorbent et un flagelle pointe vers l'avant, battant selon un schéma sinuoïdal.

## Liste des genres
Selon AlgaeBase (13 février 2022) :
- Ciliophrys Cienkowski,  1876